# 恋はすぐそこに
「恋はすぐそこに」(こいはすぐそこに）、あるいは、「ラヴ・イズ・ジャスト・アラウンド・ザ・コーナー」(Love Is Just Around the Corner) は、ルイス・E・ゲンスラー (Lewis E. Gensler) が作曲、レオ・ロビンが作詞して、1934年に出版されたポピュラー音楽の楽曲。ビング・クロスビーが主演した1934年の映画『わが胸は高鳴る (Here is My Heart)』の中で歌われ、1935年の映画『放送豪華版 (Millions in the Air)』でも取り上げられた。
クロスビーは、1934年11月9日に、ジョージー・ストールと彼の楽団 (Georgie Stoll and his Orchestra) とともにこの曲を録音し、デッカ・レコードからリリースされたレコードは、当時のアメリカ合衆国のチャートで8位まで上昇した。クロスビーは、1954年のアルバム『ビング〜ビング・クロスビー音楽自叙伝 (Bing: A Musical Autobiography)』のためにも、この曲を録音した。
この曲は、スタンダード曲となり、数多くのアーティストたちが録音した。初期の代表的な録音例には1934年のビング・クロスビーのものや、翌1935年のロバート・カミングスによるものがある。
この曲には、いちかわきよしによる日本語の訳詞がある。

## その他のおもな録音
- ヴィック・ダモーン - Vocals by Vic Damone (1952)[6]
- ジョージ・シアリング - Jazz Masters 57 (1953)
- フォー・フレッシュメン（英語版） - 4 Freshmen and 5 Trombones (1955)[7]
- ドン・ファガーキスト（英語版） - I Had the Craziest Dream (1955); Portrait of a Great Jazz Artist (1957)
- ファイアハウス・ファイブ・プラス・トゥー - Plays for Lovers (1956)
- ハリー・ジェイムス
  - Harry James and His New Jazz Band, Vol. 2 (Mr. Music MMCD 7012, 1956 [2002])[8]
  - Swingin' N' Sweet (Giants of Jazz Productions GOJ LP-1009, [1978])[9]
- ジューン・クリスティ - The Uncollected June Christy, Vol II (1957), A Friendly Session, Vol. 2 (1999) - ジョニー・ガルニエリ・クインテット (Johnny Guarnieri Quintet) と
- ビリー・エクスタイン - Billy Eckstine's Imagination (1958)
- ジャッキー・デイヴィス（英語版） - Hammond Gone Cha-Cha (1959) (rereleased on Ultra Lounge/Organs in Orbit (1996))
- ポール・アンカ - Swings for Young Lovers (1960)[10]
- フランク・シナトラ - Sinatra and Swingin' Brass (1962)
- マイケル・ホリデイ（英語版） - Mike (1962)[11]
- プラターズ - Song for the Lonely (1962)[12]
- ジョー・ジョーンズ - Smiles (1969)
- メル・トーメ- An Evening at Charlie's (1983)
- アルマ・コーガン - With Love in Mind (1988)
- ケニー・ロジャース - Timepiece (1994)
- マイケル・ファインスタイン - Such Sweet Sorrow (1995)
- チャーリー・ヴェンチュラ - Bop for the People (2002)